# Objetivos de Desenvolvimento do Milênio
Os Objetivos de Desenvolvimento do Milênio (ODM) foram objetivos internacionais para o desenvolvimento humano (direitos humanos), para ocorrer até o ano de 2015, que formam a Declaração do Milênio das Nações Unidas, estabelecidos após a Cúpula do Milênio das Nações Unidas em 2000. Todos os 191 Estados-membros da ONU na época e pelo menos 22 organizações internacionais, comprometeram-se a ajudar a alcançar os Objetivos de Desenvolvimento do Milênio até 2015.
Os objetivos do milênio procuraram formas de inserir a busca por esses Objetivos em suas próprias estratégias. O esforço no sentido de incluir vários desses Objetivos do Milênio em agendas internacionais, nacionais e locais de Direitos Humanos, por exemplo, é uma forma criativa e inovadora de valorizar e levar adiante a iniciativa. 

Concretos e mensuráveis, os 8 Objetivos – com suas 22 metas (24 no Brasil) e 48 indicadores – puderam ser acompanhados por todos em cada país; os avanços puderam ser comparados e avaliados em escalas nacional, regional e global; e os resultados puderam ser cobrados pelos povos de seus representantes, sendo que ambos deviam colaborar para alcançar os compromissos assumidos em 2000. Também serviram de exemplo e alavanca para a elaboração de formas complementares, mais amplas e até sistêmicas, para a busca de soluções adaptadas às condições e potencialidades de cada sociedade.

## Objetivos
Em 2000, a Declaração do Milênio foi estabelecida pela Organização das Nações Unidas e, é formada por oito objetivos de desenvolvimento: (1) acabar com a fome e a miséria; (2) oferecer educação básica de qualidade para todos; (3) promover a igualdade entre os sexos e a autonomia das mulheres; (4) reduzir a mortalidade infantil; (5) melhorar a saúde das gestantes; (6) combater a Aids, a malária e outras doenças; (7) garantir qualidade de vida e respeito ao meio ambiente, e; (8) estabelecer parcerias para o desenvolvimento.

### Erradicar a pobreza extrema e a fome
Um bilhão e duzentos milhões (1.200 milhões - mil e duzentos milhões) de pessoas sobrevivem com menos do que o equivalente a US$1,00 PPC por dia – dólares medidos pela paridade do poder de compra de cada moeda nacional. Mas tal situação já começou a mudar em pelo menos 43 países, cujos povos somam 60% da população mundial. Nesses lugares há avanços rumo à meta de, até 2015, reduzir pela metade o número de pessoas que ganham quase nada e que – por falta de oportunidades como emprego e renda, e terras para plantio, assim como conhecimento das devidas técnicas para realizá-lo – não consomem e passam fome.

### Atingir o ensino básico universal
Cento e treze milhões de crianças estão fora da escola no mundo. Mas há exemplos viáveis de que é possível diminuir o problema – como na Índia, que se comprometeu a ter 95% das crianças frequentando a escola já em 2005. A partir da matrícula dessas crianças ainda poderá levar algum tempo para aumentar o número de alunos que completam o ensino básico, mas o resultado serão adultos alfabetizados e capazes de contribuir para a sociedade como cidadãos e profissionais. A frustração pode ser ainda maior, considerando que não existem vagas em faculdades para todos esses alunos secundaristas.

### Promover a igualdade entre os sexos e a autonomia das mulheres
Dois terços dos analfabetos do mundo são mulheres, e 80% dos refugiados são mulheres e crianças. Superar as desigualdades entre meninos e meninas no acesso à escolarização formal é a base para capacitá-las a ocuparem papéis cada vez mais ativos na economia e política de seus países.

### Reduzir a mortalidade infantil
Todos os anos onze milhões de bebês morrem de causas diversas. É um número escandaloso, mas que vem caindo desde 1980, quando as mortes somavam 15 milhões. Os indicadores de mortalidade infantil falam por si, mas o caminho para se atingir o objetivo dependerá de muitos e variados meios, recursos, políticas e programas – dirigidos não só às crianças mas à suas famílias e comunidades também.

### Melhorar a saúde materna
Nos países pobres e em desenvolvimento, as carências no campo da saúde reprodutiva levam a que a cada 48 partos uma mãe falece. A redução dramática da mortalidade materna é um objetivo que não será alcançado a não ser no contexto da promoção integral da saúde das mulheres em idade reprodutiva. O acesso a meios que garantam direitos de saúde reprodutiva e a presença de pessoal qualificado na hora do parto serão portanto o reflexo do desenvolvimento de sistemas integrados de saúde pública.

### Combater o HIV/AIDS, a malária e outras doenças
Em grandes regiões do mundo, epidemias mortais vêm destruindo gerações e ameaçando qualquer possibilidade de desenvolvimento. Ao mesmo tempo, a experiência de países como o Brasil, Senegal, Tailândia e Uganda vem mostrando que podemos deter a expansão do HIV. Seja no caso da AIDS, seja no caso de outras doenças que ameaçam acima de tudo as populações mais pobres e vulneráveis como a malária, a tuberculose e outras, parar sua expansão e depois reduzir sua incidência dependerá fundamentalmente do acesso da população à informação, aos meios de prevenção e aos meios de terapia, sem descuidar da criação de condições ambientais e nutritivas que estanquem os ciclos de reprodução das doenças. Lembrando que curar a doença não é necessariamente curar o doente, e sim não deixar que ninguém mais pegue tais doenças, vide prevenção.

### Garantir a sustentabilidade ambiental
Um bilhão de pessoas ainda não têm acesso a água potável. Ao longo dos anos 90, no entanto, quase um bilhão de pessoas ganharam esse acesso à água bem como ao saneamento básico. A água e o saneamento são dois fatores ambientais chaves para a qualidade da vida humana, e fazem parte de um amplo leque de recursos e serviços naturais que compõem o nosso meio ambiente – clima, florestas, fontes energéticas, o ar e a biodiversidade – e de cuja proteção dependemos nós e muitas outras criaturas neste planeta. Os indicadores identificados para este objetivo são justamente "indicativos" da adoção de atitudes sérias na esfera pública. Sem a adoção de políticas e programas ambientais, nada se conserva adequadamente, assim como sem a posse segura de suas terras e habitações, poucos se dedicarão à conquista de condições mais limpas e sadias para seu próprio entorno. Como os objetivos de vida no mundo atual não são a paz em harmonia com a natureza, obviamente esse será um dos tantos objetivos frustrados do ODM.

### Estabelecer uma parceria mundial para o desenvolvimento
Muitos países pobres gastam mais com os juros de suas dívidas do que para superar seus problemas sociais. Já se abrem perspectivas, no entanto, para a redução da dívida externa de muitos países pobres muito endividados (PPME).
As metas levantadas para atingir este Objetivo levam em conta uma série de fatores estruturais que limitam o potencial para o desenvolvimento – em qualquer sentido que seja – da imensa maioria dos países do sul do planeta. Entre os indicadores escolhidos estão a ajuda oficial para a capacitação dos profissionais que pensarão e negociarão as novas formas para conquistar acesso a mercados e a tecnologias abrindo o sistema comercial e financeiro não apenas para países mais abastados e grandes empresas, mas para a concorrência verdadeiramente livre de todos.
Lembrando, o mundo é globalizado no sentido de que, a informação pode sair e chegar de mais rapidamente, porém o público alvo da informação, e/ou a união física de tais grupos para conseguir concluir um objetivo, ainda é algo inalcançável, já que o mundo é feito de fronteiras e não está fisicamente conectado.